# Belvosia auratilis
Belvosia auratilis là một loài ruồi trong họ Tachinidae.